# XI Quadriennale nazionale d'arte di Roma
La XI Quadriennale nazionale d'arte di Roma si è tenuta fra il 16 giugno e il 16 agosto del 1986, presso l'EUR Palazzo dei Congressi di Roma.

## Presidente, segretario, consiglieri
- Presidente: Giuseppe Rossini
- Segretario Generale: Giuseppe Gatt
- Consiglieri di Amministrazione: Luigi Lambertini, Valentino Martinelli, Filiberto Menna, Sandra Orienti, Angiola Maria Romanini, Andrea Volo, Bruno Zevi.

## Sezioni della XI Quadriennale di Roma

### Emergenze nella ricerca artistica in Italia dal 1950 al 1980
Commissione: Davide Boriani, Palma Bucarelli, Ennio Calabria, Antonio Del Guercio, Titina Maselli, Claudio Verna

### Arte come Storia dell'Arte
Commissione: Roberto Barni, Sergio Guarino, Franco Piruca, Giorgio Tempesti, Italo Tomassoni

### Arte di Nuove Immagini e Nuovi Materiali
Commissione: Paolo Balmas, Angelo Trimarco, Fabrizio D'Amico, Luigi Mainolfi, Loredana Parmesani, Barbara Tosi

### Ricognizione Sud: una possibile campionatura
Commissione: Massimo Bignardi, Tonino Casula, Mimmo Conenna, Enrico Crispolti, Luigi Paolo Finizio, Fernando Miglietta

### Arte come visitazione dei Linguaggi Astratto-Informali
Commissione: Giovanni Accame, Giorgio Cortenova, Dadamaino, Giorgio Griffa, Marco Meneguzzo, Silvana Sinisi

### Arte di Figurazione
Commissione: Vito Apuleo, Ugo Attardi, Giorgio Mascherpa, Dario Micacchi, Franco Mulas, Aldo Turchiaro

### Arte come Scrittura
Commissione: Mirella Bentivoglio, Matteo D'Ambrosio, Emilio Isgrò, Eugenio Miccini, Lamberto Pignotti, Guido Strazza